# Meet the Family
Meet the Family is het derde studioalbum van de Australische punkband Frenzal Rhomb. Het album werd uitgegeven op 29 september 1997 in Australië door Shagpile Records. Meet the Family is het eerste album waar gitarist Lindsay McDougall aan heeft meegewerkt en tevens het laatste album waar drummer Nat Nykruj op heeft gespeeld.

## Nummers
In 1998 werd een versie van het album uitgegeven samen met de live-cd Mongrel. Deze cd bevat opnames die zijn gemaakt tijdens een tour van Frenzal Rhomb in de Verenigde Staten.
1. "Mum Changed the Locks" - 1:57
2. "Mr. Charisma" - 2:18
3. "There's Your Dad" - 2:03
4. "Racist" - 2:36
5. "Ship of Beers" - 2:15
6. "Be Still My Beating Off" - 2:20
7. "I Hate My Brain" - 2:08
8. "The Ballad of Tim Webster" - 1:55
9. "U.S.Anus" - 2:20
10. "Constable Care" - 1:39
11. "(That's) Just Not Legal" - 2:13
12. "Hakimashita" - 2:24
13. "Genitals are Funny" - 1:37
14. "All Your Friends" - 2:26
15. "Beaded Curtains (Part Two)" - 0:11
16. "Beaded Curtains (Part Three)" - 0:12
17. "Guns Don't Kill Ducklings, Ducklings Kill Ducklings" - 2:14
18. "You Can't Move Into My House" - 2:26

## Band
- Jason Whalley - zang, gitaar
- Alexis Feltham - basgitaar
- Lindsay McDougall - gitaar
- Nat Nykyruj - drums